# Ipaumirim
Ipaumirim é um município brasileiro do estado do Ceará, localizado na microrregião de Lavras da Mangabeira, mesorregião do Centro-Sul Cearense. Sua população segundo o censo 2010 é de 12.305 habitantes.

## Etimologia
O topônimo Ipaumirim vem do tupi e significa lagoa pequena ou alagoinha. Sua denominação original era Unha de Gato, depois Alagoinha e, desde 1943, Ipaumirim.

## História
Localizado no território onde antes habitavam os índios Cariry.
A passagem natural entres as chapadas do Apodi e Araripe, onde localiza-se Ipaumirim, facilitou no século XVII a chegada das entradas (religiosas, comerciais e militares) no interior cearense. Com as notícias que na região tinha ouro em abundância, desencadeou-se uma verdadeira corrida para a busca do metal precioso nas ribanceiras do rio Salgado, e desta forma trouxe para a região do Sertão do Cariri a colonização.
Na primeira metade do século XVIII, com as entradas de paraibanos e pernambucanos que implementaram a expansão da pecuária no Ceará, na época da carne seca e charque, surgiu um núcleo urbano subordinado ao município de Umari, que havia sido criado em 1883.

## Geografia

### Clima
Tropical quente semiárido com pluviometria média de 773,3 mm com chuvas concentradas de janeiro a abril.

### Hidrografia e recursos hídricos
Possui muitos riachos e lagoas sendo suas principais fontes de água são riachos os Pendência e Unha de Gato, afluentes do Rio Salgado.

### Relevo e solo
Situado entre a serra da Varge Grande e a serra da Bertioga, possui dois tipos principais de solo: latossolo e sedimentar. As principais elevações são os serrote do Ermo e Serra Velha.

### Vegetação
A vegetação é bastante diversificada, apresentando domínios de caatinga (tipo predominante).

### Subdivisão
Além da sede (Ipaumirim), o município possui três distritos: Felizardo, Canaúna e Aroeira.

## Economia
- Agricultura: algodão arbóreo e herbáceo, banana, arroz, milho e feijão.
- Pecuária: bovinos, suínos e aves.
- Indústrias: apresenta seis indústrias, sendo três de produtos alimentares, uma de perfumaria, sabão e vela, uma de madeira, e uma de vestuário, calçados e artigos de tecidos de couro e peles.

## Cultura
Os principais eventos culturais são a festa da padroeira, Nossa Senhora da Conceição (8 de dezembro) e as Festividades de São Sebastião que começam no dia 11 de janeiro e vão até dia 20 de janeiro, encerrando com procissão. No dia 20 de janeiro de todo ano se forma uma romaria de pessoas peregrinando para os pés da estátua de São Sebastião que fica no topo do monte conhecido como Pedra de São Sebastião, localizado na zona rural do Município.

## Política
A administração municipal localiza-se na sede, Ipaumirim.

## Vias de acesso
O principal acesso à cidade é via rodovia CE-151, que liga a sede do Município ao trecho de interseção entre as rodovias BR-116 e BR-230.

## Personalidades Ilustres
- O ex-jogador de futebol Geraldino Saravá.
- Ministra do Tribunal Superior do Trabalho - Kátia Magalhães Arruda.